# Haubern
Haubern is een plaats in de Duitse gemeente Frankenberg/Eder, deelstaat Hessen, en telt 540 inwoners (2007).